# Кристина Рангелова
Кристина Рангелова-Янкова е българска гимнастичка.
Родена е на 24 януари 1985 година в София. От много ранна възраст тренира художествена гимнастика в спортния клуб ЦСКА. От 1999 година участва в международни състезиния, през 2000 година се състезава на Олимпиадата в Сидни, а през 2004 година печели бронзов медал заедно с ансамбъла на България на Олимпиадата в Атина. През 2009 година прекратява състезателната си кариера.